# Anton Moritsch mladší
Anton Moritsch mladší (12. prosince 1851 Villach – 24. dubna 1887 Villach) byl rakouský továrník a funkcionář Alpského spolku německé národnosti z Korutan.

## Biografie
Jeho otec Anton Moritsch byl v 70. a 80. letech poslancem Říšské rady (celostátního parlamentu Předlitavska. I Anton Moritsch mladší byl politicky angažovaný a patřil mezi stoupence německých liberálů (tzv. Ústavní strana). Byl předsedou místní školní rady v obci Sankt Martin u Villachu, v níž později zastával i úřad starosty.
Profesí byl továrníkem. Angažoval se v turistickém rozvoji Alp. V roce 1869 patřil mezi zakladatele Německého alpského spolku (Deutscher Alpenverein) a v letech 1870–1871 zakládal jeho pobočku ve Villachu, v níž od roku 1874 trvale působil a později zastával post jejího pokladníka a druhého předsedy. Zasloužil se o výstavbu horské chaty na hoře Mittagskogel a dalších podobných turistických zařízení.
Zemřel v dubnu 1887 ve věku 36 let.